# Anna Kåver
Anna Kåver, född 20 december 1952, är en svensk psykolog och psykoterapeut. Hon utbildade sig till psykolog vid Uppsala universitet och är specialiserad på KBT, kognitiv beteendeterapi.